# Видавнича справа в Україні
Видавнича справа і книговидання́ в Украї́ні

## Історія книговидання

Ск. Анатолій Галян. Скульптурна група «Друкарі». Львів.

На початок 20 та 21 століття початковий етап книговидання на землях України і вивчений, і висвітлений недостатньо. Усвідомити це допомогли експедиції за старовинними виданнями та створення Музею мистецтва давньої української книги в місті Львів. Створенню музею сприяли усвідомлення важливої ролі Львова як центру книжкової культури та діяльність в місті українського та російського друкаря Івана Федорова (Федоровича).
Науковою сенсацією стали привезені з експедиції видання, якраз створені не в друкарні Івана Федоровича і до — років діяльності друкаря в місті Львів. Це дозволило припустити гіпотезу, що центрів першодрукарства на землях України було більше і якісь з них виникли та діяли до друкарні в Онуфріївському монастирі Львова. Відомим центром кириличних видань був польський Краків, де мешкала впливова українська діаспора. Ймовірно, за її ініціативи кириличні видання створив друкар Швайпольт Фіоль (Святополк фіола ?), чи то німець, чи то українець за походженням. До 20 століття зберіглося 79 примірників видань Фіоля, попри утиски майстра і спалення частини накладу його видань католиками-поляками.
Серед перших видань давньоукраїнською та кириличним шрифтом -
- «Осьмогласник» (1491) з дереворитом «Розп'яття»,
- «Часословець» (1491),
- «Тріодь пісна» (не датована, датується 1490-ми роками)
- «Тріодь цвітну» (1491)

Але першим виданням кирилицею слід вважати книги друкарні Степана Дропана.
Серед перших українських видань 16 століття —
- «Новий тестамент» із мідними замочками, Почаїв, 1511 р.
- «Тріодь» у шкіряній оправі, Київ, 1527 р.
- «Анфологіон» у шкіряній оправі, Львів, 1542 р
- «Служебник», Львів, 1546 р. та інші.

Принагідно це підтверджене і написом на надгробку Івана Федорова (у перекладі І. Крип'якевича): «Іван Федорович, друкар Москвитин, котрий своїм заходом занедбане друкарство обновив, умер у Львові. Друкар книг перед тим невидимих…», тобто Іван Федоров відновив книговидання, пред тим занедбане у Львові.

## Сучасний стан
За 2005-й рік в Україні було видано 15 тисяч 720 книг і брошур накладом 54 млн. 59 тисяч примірників. У Харківській області були видані 2 тисячі 684 книги накладом 13 млн. 429 тисяч примірників. У середньому в Україні видається 1,2—1,3 книги на одного жителя, тоді як у Європі цей показник становить 12—13. Фахівці констатують, що український книжковий ринок майже цілком контролюється російськими компаніями, що завозять у країну від 70 до 90 мільйонів книг на рік.
На думку Голови Української асоціації видавців Олександра Афоніна, протягом року середньостатистичний українець купує книжок на 2,5 долари, у той час як середньостатистичний росіянин купує книжок майже на 19 доларів, поляк — на 32 євро (41,6 долара США), француз — на 50 євро (65 доларів США), німець — на 119 євро (154 долари США).
2021 рік продовжив кризову тенденцію для вітчизняного книговидання Станом на 20.12.21 видано 12316 назв накладом 14762,7 тис. примірників. У 2020 році відповідно: 13023 назв накладом 18854,7 тис. примірників.
На 2024 рік українським книгарням виділено близько 50 млн грн допомоги. У бюджеті 2024 бракує коштів на придбання книжок для поповнення фондів публічних бібліотек у той же час бюджет Українського інституту книги зросте у понад п'ять разів.  